# تاریخ ارومیه
عقیده بر این است که شهر ارومیه در هزاره دوم قبل از میلاد مسیح تأسیس شده‌است.

## پیش از اسلام

امپراطوری آشوریان در قرن ۹ و ۸ قبل از میلاد

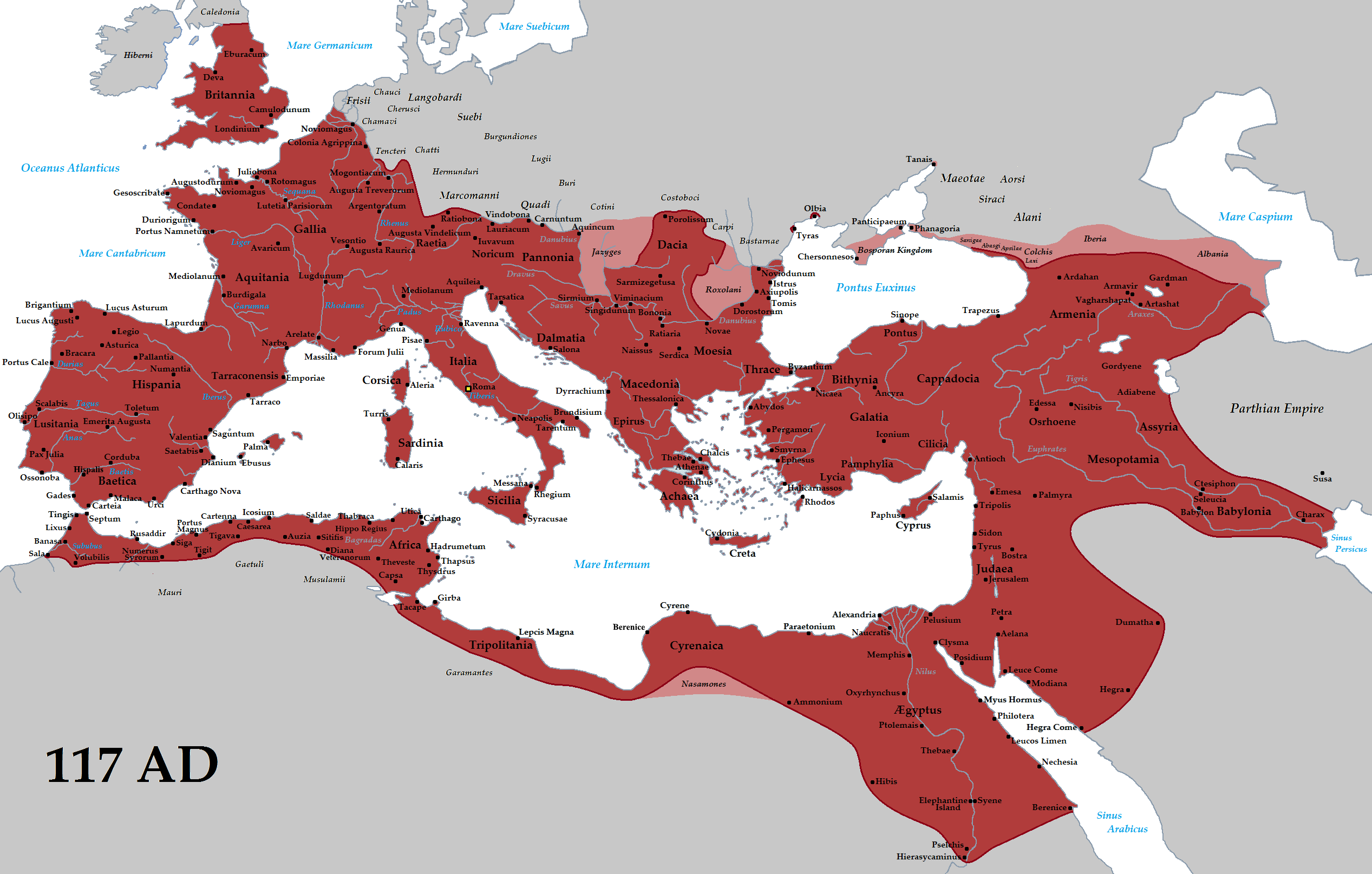
ارومیه در شرقی‌ترین بخش امپراطوری روم، ۱۱۷ میلادی

ارومیه مابین استان آشور و ارمنستان امپراطوری روم و امپراطوری پارت

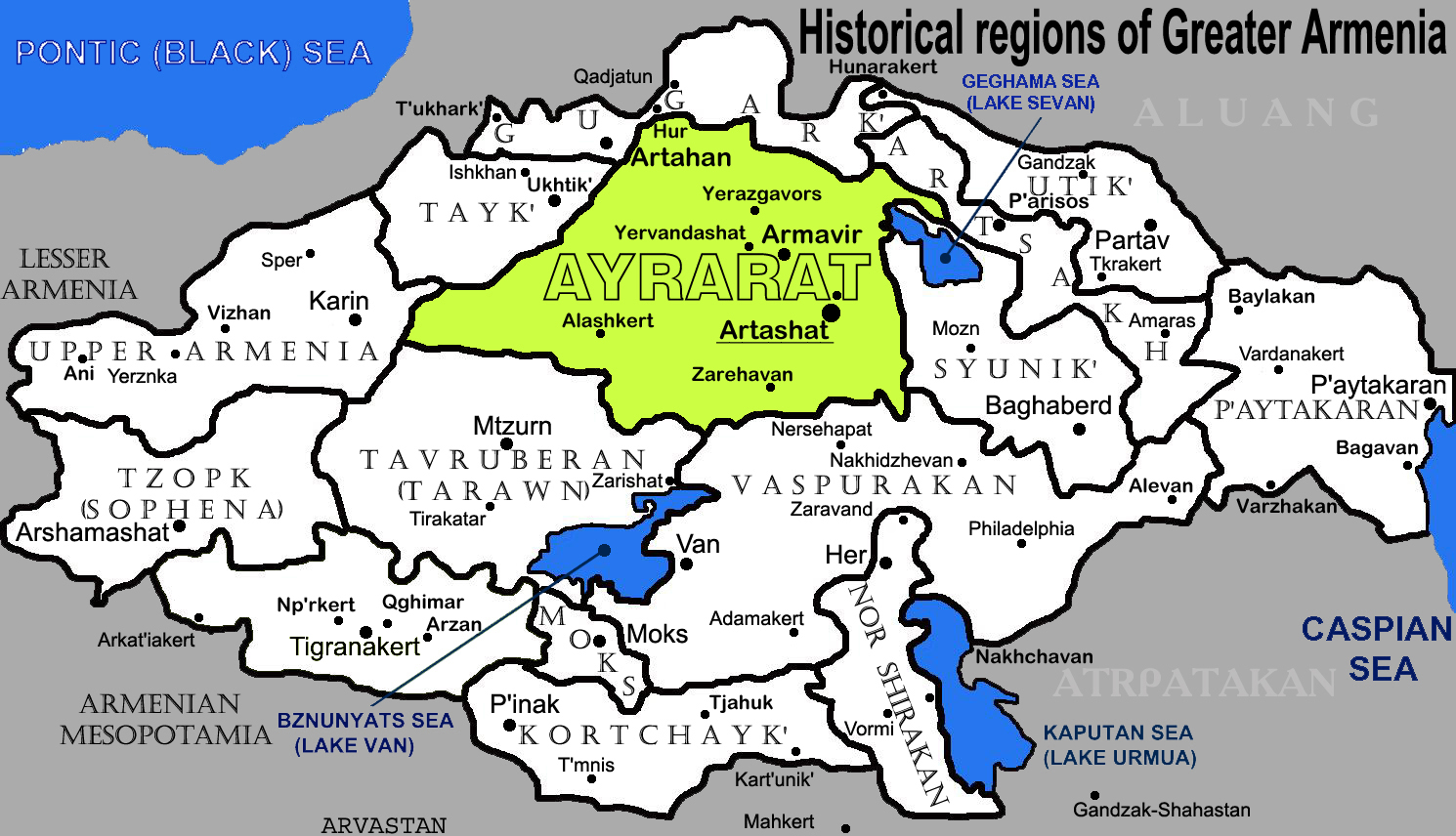
استان نور شیرکان در کنار دریاچه ارومیه

از تل‌های متعدد در نزدیکی شهر (گوک تپه، دیگاله، ترمنی، احمد، سارالان، دیزه تپه و شمس حاجیان) تا به حال اشیای بسیار قدیمی به دست آمده‌است. ارومیه در اورارتوی باستانی قرار داشت (اواخر هزاره دوم قبل از میلاد-اوایل هزاره اول قبل از میلاد) که دارای ارتباطات زبانی با هوریان آناتولی بود ولی شدیداً تحت تأثیر آشوریان بود. درست زیر دریاچه ارومیه شهر و امارت منا قرار داشت، که در قرن هشتم با قدرت فزاینده آشور که سارگون شاه آن اورارتویی‌ها را در ۷۱۴ قبل از میلاد شکست داده بود، علیه اورارتو درآمد گرچه شاهان اورارتو تا قرن ۷ قبل از میلاد همچنان حضور داشتند.
عقیده بر این است که شهر ارومیه در هزاره دوم قبل از میلاد مسیح تأسیس شده‌است.
ارومیه قبل از اسلام مرکز سلطنت  مرکز سلطنت کلده و آشور بوده و نام شهر که مأخوذ از زبان کلدانی گواه بر این مدعا است.
ساحل غربی دریاچه ارومیه تا سال ۳۸۷ در واقع به عنوان استان نور شیراکان یا استان شانزدهم ارمنستان بزرگ شناخته می‌شد.
این شهر مدتی نیز تحت تسلط رومیان بوده‌است.

## پس از اسلام

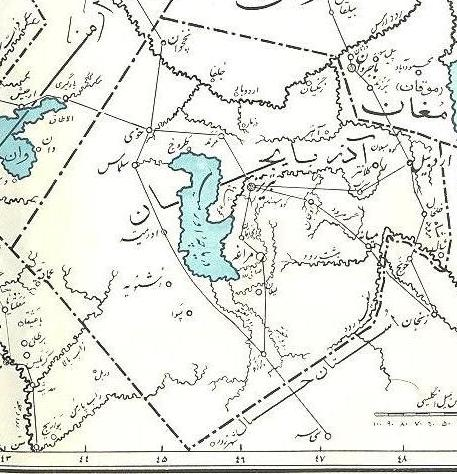
جایگاه ارومیه در نقشهٔ استان آذربایجان در دورهٔ خلفای عباسی.

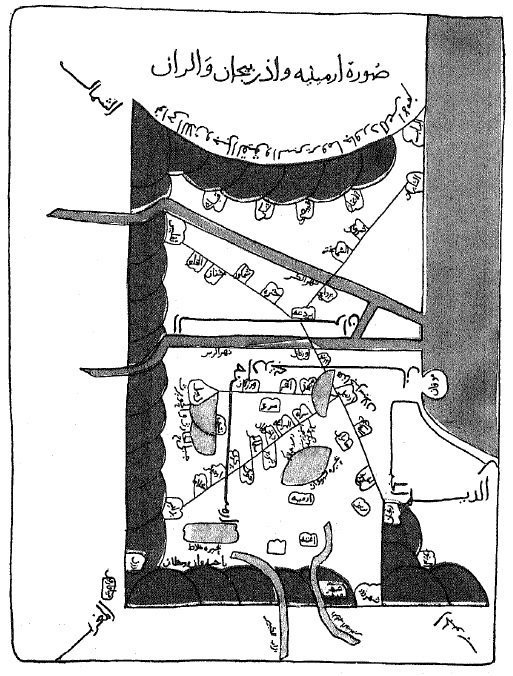
جایگاه ارومیه در آذربایجان در قرن چهارم در زیر دریاچه کبودان (ارومیه) مشخص است.

صدقه بن علی، از خدمهٔ عضدالدوله دیلمی ارومیه را فتح کرد، و قلعه‌های زیادی در آنجا بنا کرد؛ بنا بر روایتی دیگر، عتبة بن فرقد که عمر او را ۲۰ق/۶۴۰م گسیل داشته بود تا موصل را فتح کند، ارومیه را گرفت. جغرافیدانان قرن ۴ هجری نظیر ابن حوقل و اصطخری در بین شهرهای آذربایجان (پس از اردبیل و مراغه) جایگاه سوم را می‌دهند و به پرآب بودن، و غنایش از نظر میوه و حاصلخیزی تأکید می‌کنند. المقدسی، ارومیه را در ارمنستان قرار می‌دهد و می‌گوید از دوین اداره می‌شده‌است. در این دوره، ارومیه بر سر بزرگراه اردبیل-مراغه-ارومیه-برکری (به شمال غرب دریاچه وان)-آمِد قرار داشت. از آنجا که تبریز هنوز اهمیت چندانی نداشت، جاده به جنوب منحرف می‌شد تا از شهرهای اصلی رد شود. ممکن است حضور عوامل غیر مطیع در شمال آذربایجان هم بر انحراف جاده به جنوب تأثیر گذاشته باشد. تیولی بوده‌است که در آن انشعابات دودمان‌هایی که در آذربایجان حکومت می‌کردند، به انزوا می‌زیستند. در سده دوم و سوم هجری بر ناحیه‌ای از غرب دریاچه ارومیه تا فرات حکمرانی می‌نمودند. در دوره سیطره دیلمیان بر آذربایجان، در ارومیه به جستان بن شرمزن برمی‌خوریم. این سردار از ۳۴۲ق/۹۵۳م به عنوان یکی از جنگجویان وفادار دیسم کرد ظهور کرد. بعدتر که دیلمیان ارمنستان را شکست دادند، او تحت امر مرزبان حاکم ارمنستان درآمد. وقتی جستان در ۴۳۶–۸ق/۹۵۷م جایگزین پدرش مرزوبان شد جستان بن شرمزن زیر بار سروری و اقتدار او نرفت. اول ارومیه را ترک کرد و با ابراهیم بن مرزبان که مراغه را برایش فتح کرده بود متحد شد. او بعدتر او را ترک کرد و به ارومیه برگشت و دور آن دیوار کشید و سربازخانه مستحکمی هم در آنجا ساخت. سپس به خدمت مدعی خلافت؛ المستجیر بالله درآمد و از حمایت کردهای قحطانی برخوردار شد؛ ولی پسران مرزوبان (جستان و ابراهیم) او را با کمک کردهای هذبانی شکست دادند. در ۳۴۹ق/۹۶۰–۹۶۱م به تحریک وهسودان، برادر مرزوبان او بر ابراهیم بن مرزوبان شکستی را تحمیل کرد، بازمانده سپاه او را تسخیر کرد و مراغه را به ارومیه منضم کرد. در ۳۵۵ق/۹۶۶م به میانجیگری رکن الدوله بویی، او دوباره اقتدار ابراهیم را به رسمیت شناخت. وقتی غزها در ۴۲۰–۴۳۲ق/۱۰۲۹–۱۰۴۱م آذربایجان را اشغال کردند، حاکم ارومیه ابوالهیجا بن ربیب الدوله، رئیس کردهای هذبانی بود که مادرش خواهر امیر تبریز، وهسودان روادی بود. این پسر ربیب الدوله به خود می‌بالید که از ۲۵۰۰۰ تا ۳۰۰۰۰ غزی را که سعی می‌کردند از سرزمینش عبور کنند را در نزدیکی یک پل نابود کرده‌است.
همهٔ اغوزها از آذربایجان مراجعت نکرده و عده‌ای در منطقه ماندند. احتمالاً این عده در ارومیه ساکن بودند. اغوزهای تحت امر دانا که در ارومیه مانده بودند، بعد از خروج از شهر به ارامنه حمله کرده عدهٔ زیادی را کشتند یا اسیر نمودند و غنایمی به دست آوردند. کردهای هذبانی تحت امر ابوالهیجا که ساکن حوالی ارومیه بودند، به جنگ با اغوزها پرداختند. اغوزها بعد از غارت روستاهای کردها عدهٔ زیادی از آنان را کشتند. سکونت اغوزها در ارومیه و دادن شهر به عنوان تیول به آنان می‌باید در ارتباط با ازدواج فرمانده اغوزها با یکی از اقربای وهسودان، حاکم آذربایجان، صورت پذیرفته باشد. چون ابوالهیجا رئیس کردهای این منطقه با وهسودان عداوت داشت.

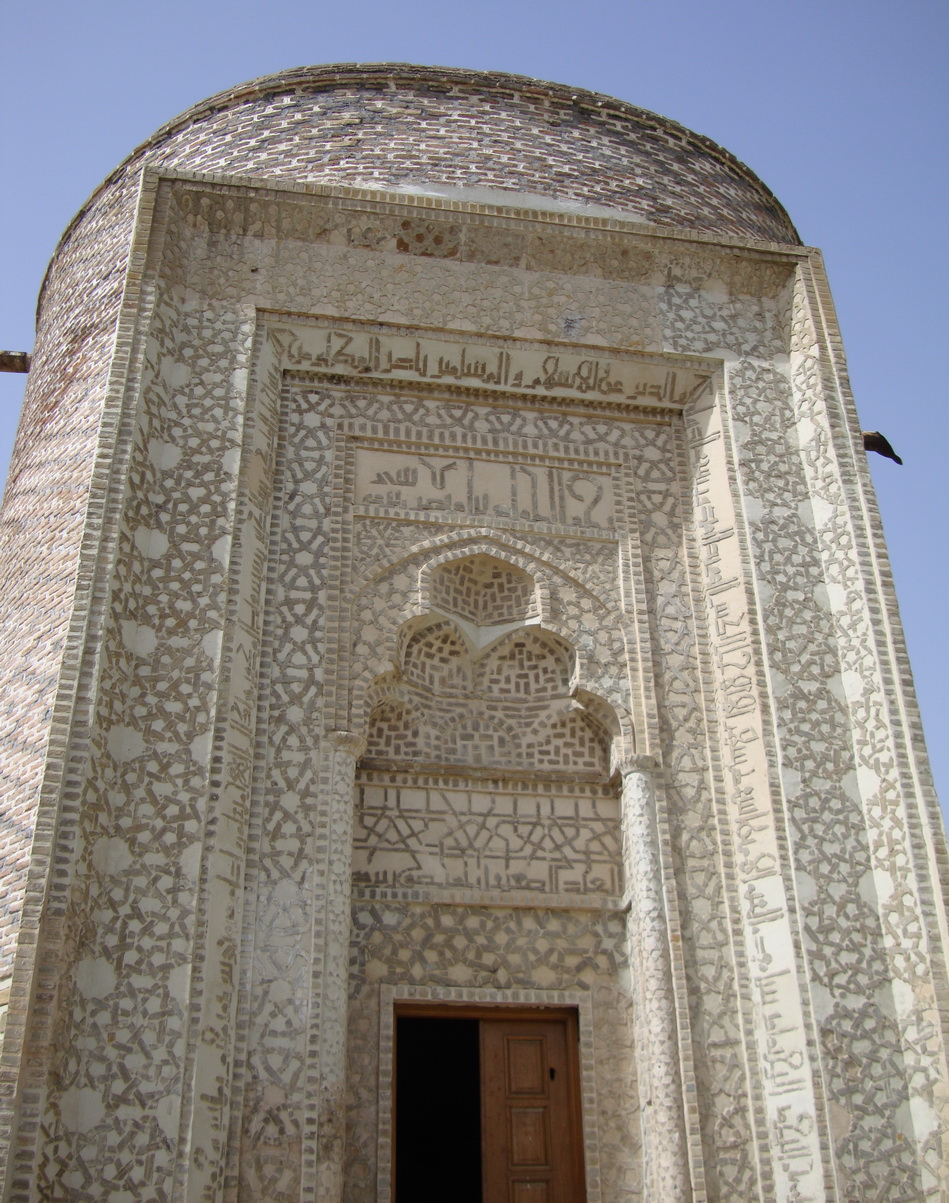
عمارت سه‌گنبد ارومیه، محل احتمالی دفن جلال الدین خوارزمشاه

در محرم ۴۵۵ق/ ژانویه ۱۰۶۳م سلطان طغرل از ارومیه گذر کرد. وقتی مسعود از بغداد به آذربایجان برگشت، امیر حاجب تاتار موضع خود را در ارومیه مستحکم کرده بود ولی بعدتر به سلطان تسلیم شد. در ۵۴۴/۱۱۴۹ ارومیه به ملک محمد بن محمود بن محمد، برادرزاده و داماد مسعود بن محمود بن ملکشاه تعلق داشت. وقای آخرین طغرل سلجوقی با عمویش به نزاع برخاست، قزل ارسلان از حمایت امیر حسن بن خفجخ برخوردار بود و ارومیه را در ۵۸۵ق/۱۱۸۹م محاصره کرد. شهر در اثر طوفان تسخیر، تاراج و نابود شد. در ۶۰۲ق/۱۰۲۵م، ابوبکر اتابک تبریز، اشنویه و ارومیه را به علا الدین، اتابک مراغه داد تا جبران خسران مراغه را بکند. یاقوت، که ارومیه را در ۶۱۷ق/۱۲۲۰م دیده از نبود امنیت به دلیل ضعف حکمران آن ازبک بن پهلوان می‌گوید. در جریان حکومت جلال الدین خوارزمشاه بر آذربایجان، اورمیه، سلماس و خوی حوزه امیره سلجوقی بود که جلال الدین او را از دست شوهر اولش ازبک به درآورده بود. در ۶۲۳ق/۱۲۲۶م ترکمان‌های ایوایی ارومیه را تسخیر کرده و خراج وضع کردند. با شکایت امیره، شوهرش جلال الدین قشون فرستاد که ترکمانان را شکست دادند. از طرف دیگر، بنا بر جوینی، سرداران گرجی شلوا و ایوانه که در نبرد گرنی زندانیان را گرفتند و در ابتدا توسط جلال الدین با احترام مورد رفتار قرار می‌گرفتند کوتاه مدتی مرند، سلماس، ارومیه و اشنویه را در اختیار گرفتند. در ۶۲۸ق/۱۲۳۰–۱۲۳۱م که خوارزمشاه شدیداً تحت فشار مغولان بود، زمستان را در ناحیه اورمیه-اشنو گذراند. ماندن او در آنجا ممکن است توضیح دهنده ساخته شدن سه‌گنبد توسط او و حتی تدفین او در ارومیه باشد.

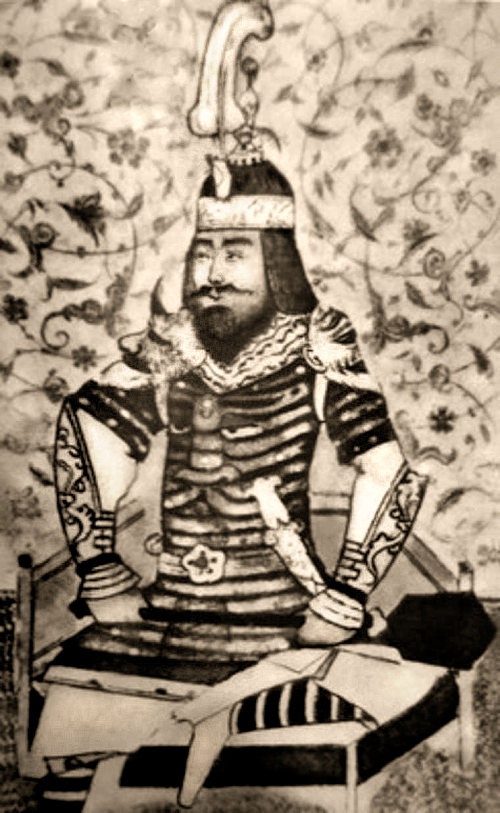
تیمور لنگ که ارومیه را به گرگین بیگ افشار به عنوان تیول داد

بنا بر وقایع‌نامه‌های محلی، تیمور، ارومیه را به عنوان تیول به گرگین بیگ از ایل افشار داده بود. او در دژ توپراق‌قلعه در یک چهارم فرسخی ارومیه مستقر شد. هرچند ظفرنامه از تیزک نامی به عنوان حاکم ارومیه یاد می‌کند که حقوقش در ۷۸۹ق/۱۳۰۷م توسط تیمور تفیذ شده بود. در سال ۸۰۲ ه‍.ق امیر تیمور طایفه اوصانلو افشار را به منظور سرکوب کردها و عشایر شورشی ارومیه روانه آن نموده و گرگین بیگ اوصانلو را به حکومت ارومیه منصوب نمود وی در قریه توپراق قلعه که اکنون دهکده‌ای در ربع فرسخی شمال قلعه ارومیه قرار دارد و در آن وقت حاکم‌نشین بوده نزول کرد بعد از وفات او الامه سلطان پسرش به جای پدرش نشست و به مدت ۳ سال شهر ارومیه از تحمیلات دیوانی معاف داشت و بعد از وی برادر کهترش یادگار سلطان اوصانلو افشار به جای برادر کهترش حکومت ارومیه را به دست گرفت نیکتین تعداد حکمران افشار اوصانلو را در این دوره ۶ نفر ذکر نموده‌است.
بنابر تاریخ عالم آرای عباسی در ۱۵۵۹م، در دوره شاه طهماسب کبیر به دلیل شاهسون شدن کردهای برادوست مناطق ترگور و مرگور به آنان داده شد. شاه عباس در ۱۰۱۲/۱۶۰۳ چونکه امیرخان برادوست تسلیم عثمانی‌ها نشده بود حکومت ارومیه و اشنویه را به او داد. اگرچه بعدهااو در مظان اتهام قرار گرفت. به نظر می‌رسد نوکیشی به تشیع در دوران صفویه، در میان مردم بومی ارومیه حالتی ایزوله داشته‌است؛ تا جایی که امروز کردها و تعدادی روستا هنوز بر مذهب تسنن هستند. نفوذ طریقت تسنن نقشبندی را می‌توان از این امر که در سال ۱۰۴۹ق/۱۶۳۹م، سلطان مراد عثمانی، شیخ محمود ارموی را که ۳۰ تا ۴۰ هزار طرفدار دو آتشه داشت، در دیاربکر اعدام کرد فهمید.
برای سال ۱۰۶۵ق/۱۶۵۵م ما گزارش پرجزئیات اولیای چلپی را داریم. شوربختانه سفرنامه اولیای چلپی بسیار درهم و برهم است. او برج و باروی شهر و دیوارهای گچ‌مالی شده آن را توصیف می‌کند و می‌گوید که: «همچون قویی سفید» به نظر می‌آید. محیط شهر ۱۰ هزار گام، ارتفاع دیوارها ۷۰ ذراع و پهنایشان ۳۰ ذراع، پهنای جوی شهر ۸۰ ذراع و دور تا دورش ۱۵ هزار ذراع بوده. مشعل‌ها در طول شب دیوارها را روشن می‌کردند. نیروی مستقر در پادگان آن شامل ۴ هزار نفر و ۳۱۰ اسلحه بود. خان ۱۵ هزار سرباز و ۲۰ هزار نوکر یا خدمتکار داشت. شهر ۶۰ محله، ۶ هزار خانه و ۸ مسجد جامع داشت؛ از آن جمله مسجد اوزون حسن آق‌قویونلو که بنایش توسط پسرش یعقوب به پایان رسید. ۳۰۰ هزار روستایی نیز در ۱۵۰ روستای دشت ارومیه زندگی می‌کردند. اولیای چلپی شهر را «فوق‌العاده باشکوه» توصیف می‌کند و فهرستی از مکان‌های مقدس، مکتب‌ها، مدارس، کافه‌ها و نرخ قیمت‌ها ارائه می‌دهد.
در سده ۱۸ میلادی که سرنوشت ارومیه به سرنوشت افشارهای مستقر در دشت ارومیه گره خورده بود، رئیسشان به عنوان بیگلربیگی نائل آمد. روئسای آنان به‌طور مکرر با همسایگانشان می‌جنگیدند و حتی گاهی به شرق دریاچه ارومیه نیز لشکرکشی می‌کردند.

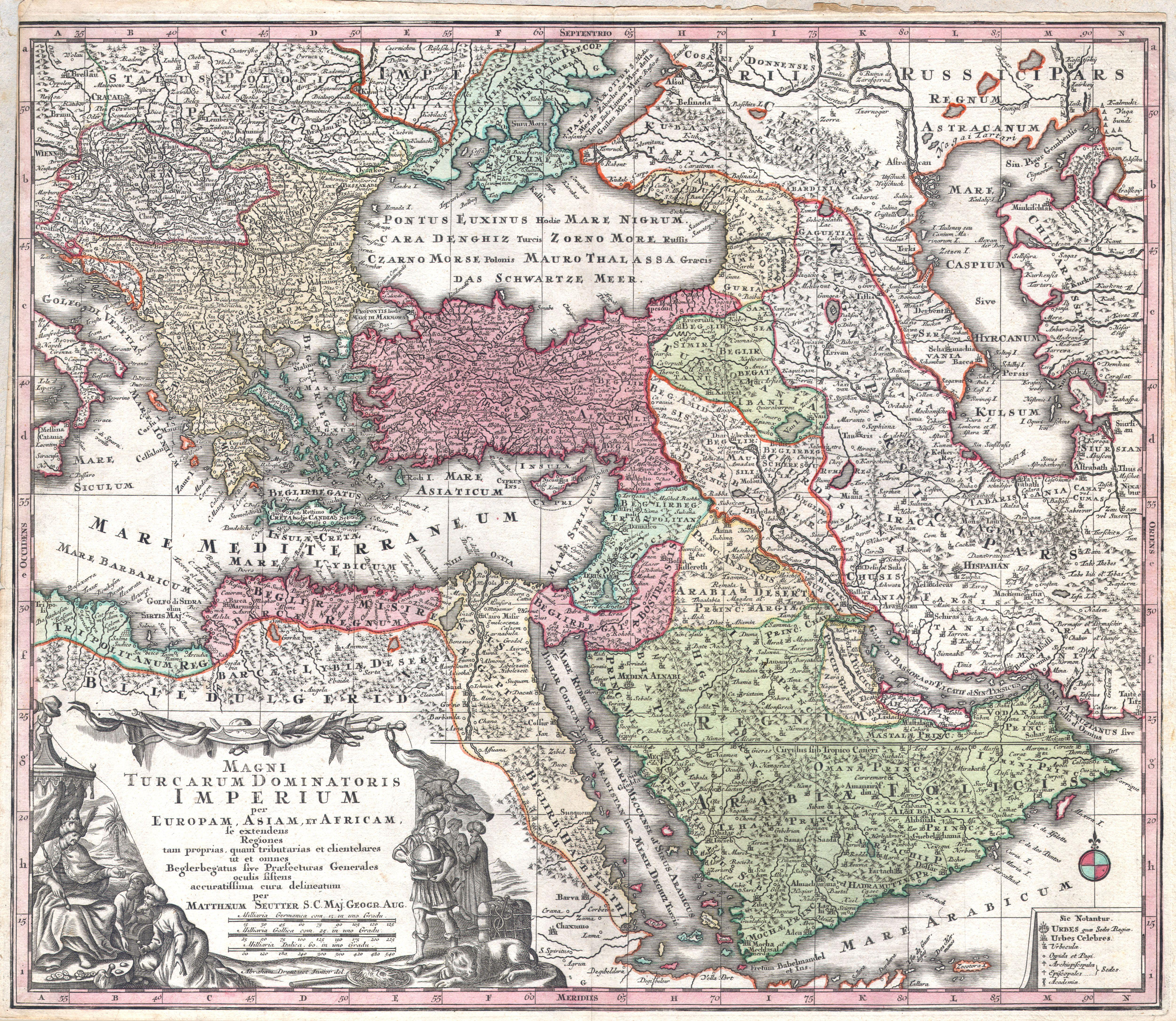
جایگاه ارومیه در نقشهٔ ایران و عثمانی در دورهٔ نادری. ارومیه با نام ارومی در جنوب غربی دریاچه ارومیه مشخص است.

عثمانی‌ها طی نبرد ۱۷۲۴م کردهای حکاری را برای دفع افشارها —که آذوقه ارتش ایران را تأمین می‌کردند— به خدمت گرفتند. وقتی ترک‌ها در سال ۱۷۲۵م به زمامداری این سرزمین رسیدند، حکومت موروثی طایفه قاسملو افشار را بر ارومیه -با عنوان خانات ارومیه- به رسمیت شناختند. نادر مراغه، مهاباد و دیمدم را در سال ۱۷۲۹م از ترک‌ها بازپس‌گرفت ولی حکیم اوغلو پاشا علی و رستم پس از یک ماه مقاومت مذبوحانه در سال ۱۷۳۱ ارومیه را اشغال کردند. ارومیه به رئیس ایل بنیانشین حکاری واگذار شد. تنها پس از قرارداد ۱۷۳۶م بود که ترک‌ها از آذربایجان بیرون رفتند.
پس از انقراض افشاریان در ۱۱۶۱ق/۱۷۴۸م، آزادخان یکی از فرماندهان ارتش نادر، فرزند یکی از روئسای افغان ابتدا به شهرزور رفته و از کشمکش میان افشاریان کمال استفاده را کرده و ارومیه را تصرف کرد. او ارومیه را با رضایت فتح‌علی خان گرفت. ارومیه به پایتخت امیرنشین زودگذر آزاد تبدیل شد. نام کوه اوغان داغی در شمال ارومیه به نظر می‌آید که از اسم این حاکم افغان به یادگار مانده‌است.

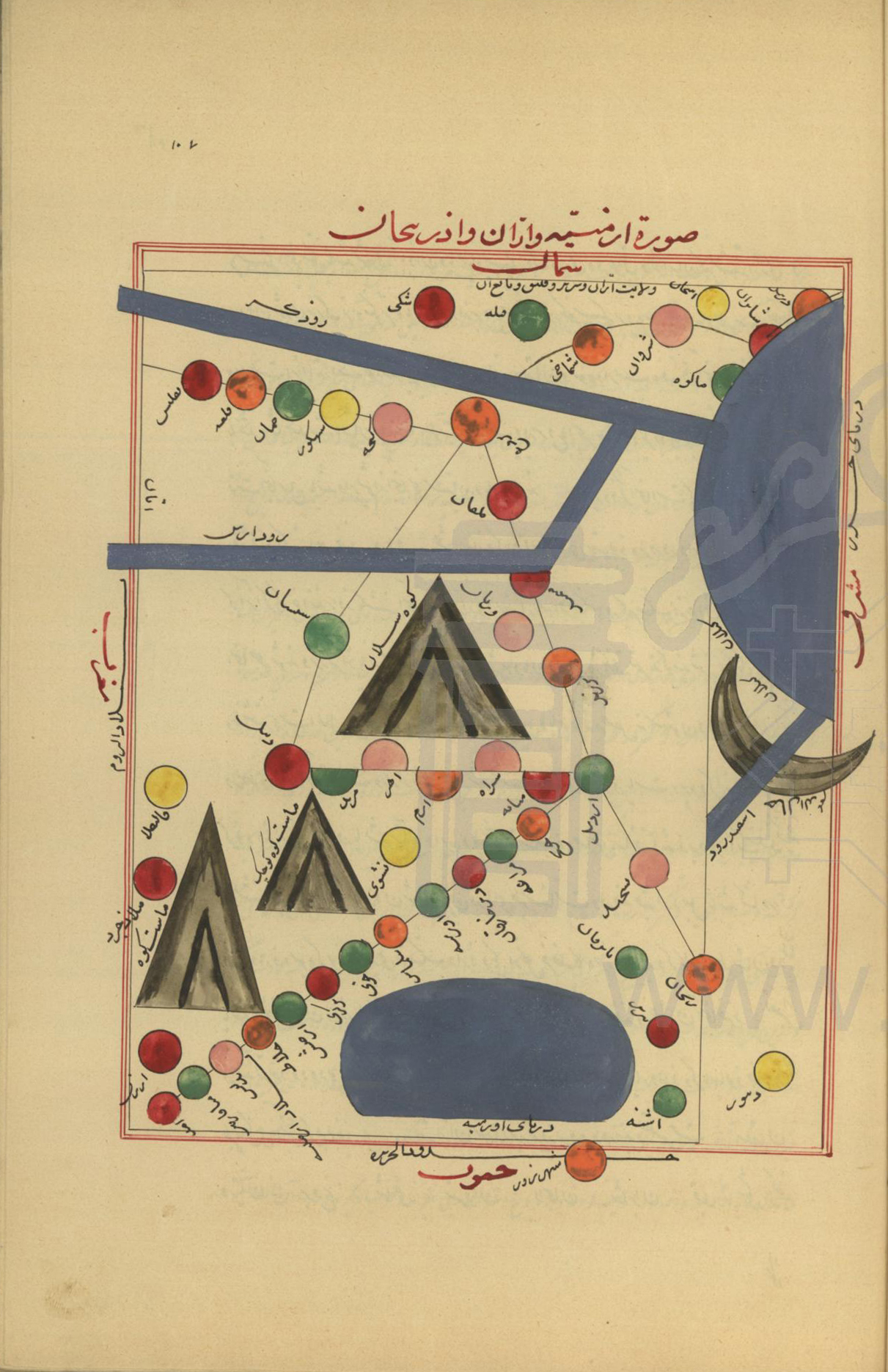
مسالک وممالک پیش از قاجاریه. نقشه آذربایجان و آران

محمدحسن‌خان قاجار در سال ۱۱۶۹ق/۱۷۵۵–۶م آزاد را در گیلان شکست داده و ارومیه را تصرف کرد. فتح علی خان افشار به محمد حسن خان پیوست. با مرگ او علی خان افشار دوباره به صحنه برگشت و از ارومیه، مراغه و تبریز را تصرف کرد. کریم خان زند ارومیه را در زمستان ۱۱۷۳ق/۱۱۷۳م محاصره کرد. ارومیه پس از محاصره چند ماهه گرفته شد. تا سال بعد آذربایجان جزئی از قلمرو کریم خان شد. پس از پایان سلسله زندیه، افشارهای ارومیه به همراه شقاقی‌های سراب و دنبلی‌های خوی، ائتلافی علیه قاجاریان تشکیل دادند ولی موفقیتی حاصل نکردند. فتحعلی‌شاه قاجار به محمد علی خان اجازه داد که تا هنگام مرگ بر حکومت ارومیه قرار داشته باشد. او با خواهر حسین قلی خان افشار ازدواج کرد. پسرانش نخستین حاکمان ارومیه بودند که از طرف حکومت مرکزی منصوب می‌شدند. سربازان روس طی جنگ ایران و روسیه، در سال ۱۸۲۸م ارومیه را چند ماه اشغال کردند. در نبود حاکم شهر -شاهزاده ملک میرزا قاسم- بیگلربیگی نجف قلی خان افشار بر ارومیه حکم می‌راند.
شیخ عبیدالله از اهالی شمدینان در سال ۱۸۸۰م به آذربایجان حمله کرد. کردها ارومیه را محاصره کردند و تا مرز تسلیم شدن شهر پیش رفتند که خان ماکو سررسید و شهر را نجات داد.

## دوره معاصر

تجمع به مناسبت تولد ولیعهد (دهه ۵۰)

پس از درماندگی روسیه به دلیل شکست‌های پی‌درپی در جبهه شرق دور، عثمانی در اوت ۱۹۰۶ منطقه ارومیه -به جز شهر ارومیه- را به بهانه اختلافات مرزی -چون که هیچگاه مرز ایران و عثمانی مشخص نبود- اشغال کرد. سربازان عثمانی با شروع جنگ بالکان به آنجا فراخوانده شدند. پس از درگیری‌های تبریز، در دسامبر ۱۹۱۱م سربازان روس، ارومیه را اشغال کردند.

### اداره شهر بدست آشوریان

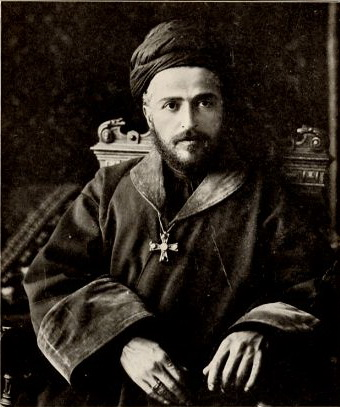
مارشیمون بنیامین، رهبر آشوریان ارومیه

از دهه ۳۰ سده نوزده میلادی تا جنگ جهانی اول، ارومیه به پایتخت معنوی آشوریان تبدیل شده بود.
در طی جنگ جهانی اول ارومیه چندین نوبت دست به دست گشت. پس از فروپاشی ارتش روسیه در سال ۱۹۱۷م، مسئولیت حقیقی اداره امور در شهر به دست شورای مسیحیان آشوری (موتاوا) سپرده شد. پس از یک سلسله رویدادهای پی‌درپی غم‌انگیز و وقایع خونینی چون کشتار مسلمانان ارومیه به دست مسیحیان در ۲۲ فوریه ۱۹۱۸، ترور مطران مارشیمون به دست کردهای طرفدار سمکو در ۲۲ فوریه، رسیدن ۲۰ هزار ارمنی پناهجو از وان، جنگ‌های بین آشوری‌ها و ترک‌ها در نتیجه همهٔ جمعیت آشوریان در جلگه ارومیه جمع شدند. این جمعیت ۵۰ تا ۷۰ هزار نفری از آشوریان به سوی جنوب حرکت کردند تا تحت‌الحمایه بریتانیا قرار گیرند. این مهاجرت دسته‌جمعی به همراه زنان، کودکان و رمه‌ها از طریق صائین قلعه و همدان، در میان نبرد با ترک‌ها و کردها صورت گرفت. پناهجویان در بعقوبه -در نزدیکی شمال بغداد - اسکان یافتند. پس از رفتن آشوریان، سونتاگ، عالی‌جناب اسقف کاتولیک و اچ فلاومر، مبلغ باپتیست در آگوست ۱۹۱۸م در ارومیه به قتل رسیدند.

### شورش سمکو
اسماعیل سیمیتقو شکاک در سال ۱۲۹۹ش به کمک ارشدالملک شهر ارومیه را گرفت. پس از رسیدن نیروهای ارتش در سال ۱۳۰۱ش سمکو متواری شد و مدتی بعد کار او پایان گرفت. پس از ویرانی و خالی از سکنه شدن شهر، ناراحتی بر ارومیه حکمفرما شد. رفته رفته حکومت مرکزی در تهران توانست قدرت حاکمیتی خود را در غرب دریاچه ارومیه بدست آورد.

### ارومیه مابین حکومت خودمختار آذربایجان و جمهوری مهاباد

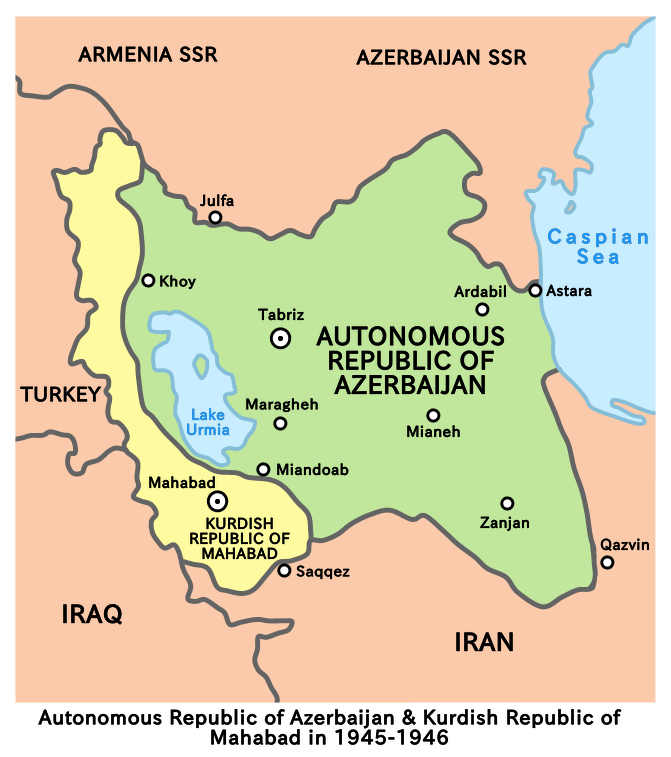
نقشه حکومت خودمختار آذربایجان و جمهوری کردی مهاباد در بین سال‌های ۱۹۴۵–۱۹۴۶ میلادی.

مناطق غربی شهرستان‌های ارومیه، نقده و سلماس به دلیل داشتن اقوام مختلف، همواره مورد اختلاف و درگیری بین حکومت خودمختار آذربایجان و جمهوری کردستان مهاباد بود.

### دوره پهلوی
اوضاع شهر ارومیه در دوره پهلوی رفته رفته بهبود یافت. رقابت سیاسی روس‌ها و انگلیسی‌ها مانع از ایجاد خط‌آهن در شمال‌غربی ایران طی جنگ جهانی اول شد. طی توافقی بین راشین دیسکانت و لوپن بانک، خط‌آهن جلفا-تبریز احداث شد. این خط یک شاخه ۳۰ مایلی نیز داشت که در سال ۱۹۱۶م به شهر ارومیه رسید. در دوره پهلوی نام شهر ارومیه به رضائیه تبدیل و پس از انقلاب اسلامی ۱۹۷۹م دوباره به نام پیشین خود بازگشت.

### پس از انقلاب ۱۳۵۷
در ۲۲ سپتامبر سال ۱۹۸۰ میلادی، نیروی هوایی عراق، ارومیه را موشک باران کرد.
بدنبال دستگیری عبدالله اوجالان، کردهای ملی‌گرا تظاهراتی را در شهر ارومیه در فوریه سال ۱۹۹۹ میلادی ترتیب دادند.
در ۷ آگوست سال ۲۰۰۵ میلادی در درگیری میان نیروهای پژاک و نیروهای پلیس در ارومیه، ۴ نفر از پرسنل پلیس کشته شدند.
در درگیری‌های ناشی از چاپ کاریکاتور در روزنامه ایران در خردادماه سال ۱۳۸۵ شمسی، عده‌ای آن را توهین به زبان ترکی آذربایجانی دانستند، و برخی از مردم آذربایجانی در سطح شهر ارومیه تجمع اعتراضی و تظاهرات برگزار کردند.